# Remigijus Valiulis
Remigijus Valiulis, né le 20 septembre 1958 dans le district de Šilutė et mort le 19 juillet 2023, est un ancien coureur de 400 m lituanien qui concourait pour l'URSS. Il a été champion olympique en relais 4 × 400 m aux Jeux olympiques d'été de 1980 à Moscou.

## Palmarès

### Jeux olympiques d'été
- Jeux olympiques d'été de 1980 à Moscou ( Union soviétique)
  -  Médaille d'or en relais 4 × 400 m

### Championnats d'Europe d'athlétisme en salle
- Championnats d'Europe d'athlétisme en salle de 1980 à Sindelfingen ( Allemagne de l'Ouest)
  -  Médaille de bronze sur 400 m